# Diccionari de la llengua catalana ab la correspondencia castellana y llatina
El Diccionari Labèrnia (Diccionari de la llengua catalana ab la correspondencia castellana y llatina) és una obra lexicogràfica important elaborada durant 18 anys per Pere Labèrnia i Esteller. Ha estat considerat com el diccionari de la Renaixença. La primera edició aparegué en dos volums, amb un total de 2.028 pàgines, els anys 1839 i 1840.
L'autor expressa en el pròleg que la finalitat del Diccionari és «presentar la llengua catalana tan vasta y rica com he sabut concebir». D'altra banda, el biògraf Josep Ribelles subratlla que en aquest pròleg Labèrnia constata el desig dels «verdaders catalans» de disposar d'«un diccionari rich en paraulas y en frases, que fixàs la pura y genuïna pronunciació y ortografia del idioma català, no en son estat de abjecció y descuyt com se troba en lo dia, alterat y desfigurat per la mescla de termes estranys, locucions y accents, sino brillant, complet, ab tota la integritat y propietat que li eran características». Pel que fa a la inclusió de la llengua castellana en el Diccionari, Labèrnia justifica en el mateix pròleg la necessitat d'«estudiar al mateix temps la índole de nostre hermós e incomparable idioma nacional, que tan ventatjosament se ha generalisat entre nosaltres desde que formam part de la gran familia espanyola, y buscar las verdaderas correspondencias entre los vocables y frases de dos idiomas desiguals en veritat, si se atén a la disparitat que hi ha entre una llengua que quedà com adormida fa tres sigles, y altra que ha estat posteriorment cultivada y ha seguit los progressos de la civilisació».
Entre les fonts utilitzades per a la confecció del Diccionari, l'autor esmenta l'anomenat "Nebrija del català" (el diccionari de Pere i Antoni Lacavalleria i Dulach) i la consulta de molts col·legues.

## Estructura de la primera edició delDiccionari
La primera edició del Diccionari té dos volums (A-G, J-W). El primer volum conté 988 pàgines i el segon, 990, tots dos a doble columna. Els acompanyen una introducció –formada per una dedicatòria a l'Acadèmia de Bones Lletres de Barcelona, el pròleg esmentat i la llista d'abreviatures utilitzades en el diccionari– i una part final –formada per un suplement d'uns 1.200 articles més, ordenats alfabèticament, un bloc dedicat a l'ortografia (amb informació sobre les lletres i les regles de puntuació) i una pàgina amb la fe d'errades dels dos volums–.

### Macroestructura
Els dos volums contenen lèxic general, però també abundància de tecnicismes, paraules territorials (sense indicar-ne l'origen) i veus antigues. Germà Colon i Amadeu-J. Soberanas lamenten que no es digui «on viuen» la majoria de mots dialectals, ja que la falta d'informació limita la utilitat de la feina de Labèrnia. El Diccionari inclou, a més de la forma lemàtica típica, les derivades més habituals (per exemple,tot seguit de l'entrada calúmnia es defineixen els mots calumniador, calumnial, calumniar, calumniat, calumniós i calumniosament).
Com tots els diccionaris de l'època, el de Labèrnia recull molts barbarismes sense seguir un criteri de selecció: per exemple, cuydado, gasto, luego, tonelada, etc. D'altra banda, a causa de la inexistència d'un model de llengua codificat en el moment d'elaborar el Diccionari, hi proliferen els doblets, com caball i cavayl o anciám i ansiam.

### Microestructura
Labèrnia descriu al pròleg l'organització dels articles del Diccionari: en primer lloc, es col·loca l'article (per exemple, agulla) amb les diverses accepcions –separades per dues ratlles verticals–, cadascuna de les quals conté les equivalències corresponents al castellà i al llatí;seguidament, es defineixen les diverses especialitzacions de l'article (per exemple, agulla de amortallar sogras, agulla de esparter…) i, finalment, s'inclouen aquelles locucions, frases o refranys relacionats amb l'article (per exemple, fér passar per un cos de agulla).
El Diccionari conté una gran riquesa en fraseologia. A més, tant les especialitzacions com la fraseologia també compten les correspondències castellana i llatina. Cristina Gelpí destaca el tractament complet i complex de la traducció al castellà de les unitats fraseològiques, per a la qual Labèrnia va consultar els diccionaris de la Real Academia Española, Terreros, Taboada i Covarrubias, entre d'altres.
Colon i Soberanas constaten una tendència enciclopèdica en les definicions (per exemple, tomaní es defineix com "Planta de mòlts brots alts de dos peus, llenyosos, ramosos; fullas entre llanceoladas y linears, enteríssimas, semblants á las de l'espígol, pero mès estretas, petitas y blanas[...]"), encara que també n'hi ha que es presenten en forma de sinònims (per exemple, la definició de nou és 'fresch, recent, flamant, modern'). Així mateix, tal com evidencia Gelpí, les definicions reflecteixen l'univers cultural català (per exemple, es defineix jurat en cap, una figura jurídica de la corona d'Aragó) i tenen un caràcter ideològic molt marcat (per exemple, en definir calvinisme, Labèrnia es posiciona assenyalant «los mòlts errors del Calvinisme»).

## Solucions ortogràfiques proposades per Labèrnia[5]
Les solucions ortogràfiques adoptades per Labèrnia en la redacció de les entrades del Diccionari són de caràcter conservador, cosa que es justifica per dos motius principals: d'una banda, l'autor traiguerí es vol emmirallar en els escriptors clàssics per tal de retornar al català la brillantor i el prestigi perduts; d'altra banda, cal tenir en compte el seu desig de no alterar la manera d'escriure dels antics per facilitar als homes moderns la comprensió dels documents antics escrits en català. En aquest sentit, Labèrnia mostra un rebuig clar a possibles innovacions ortogràfiques en el pròleg del Diccionari: «no m'ha paregut estigués á mon àrbitre fer en aquest punt perillosas innovacions las que si bè poden presentar una falsa apariencia de millora o regularitat, acabarien de convertir nostra actual y prou arbitraria escriptura catalana en una verdadera anarquia ortográfica».
De fet, l'ortografia proposada per Labèrnia en les set pàgines finals del segon volum del Diccionari ret homenatge al llenguatge acadèmic, pouat sobretot en els escrits dels segles xvi i xvii, que s'anava imposant en la primera meitat del segle xix i que va ser un dels dominants durant la Renaixença. Així, en una mostra de respecte envers aquest llenguatge acadèmic, Labèrnia renuncia a alguns usos més adients amb la seva varietat dialectal en favor de solucions que s'adeqüen més a la pronúncia de Barcelona, el seu lloc de residència; per exemple, escriu els plurals femenins en -as i les desinències àtones en -as, -an, i també se serveix dels imperfets d'indicatiu en -aba, en contra de la seva pronunciació en català occidental i balear.

## Edicions delDiccionari

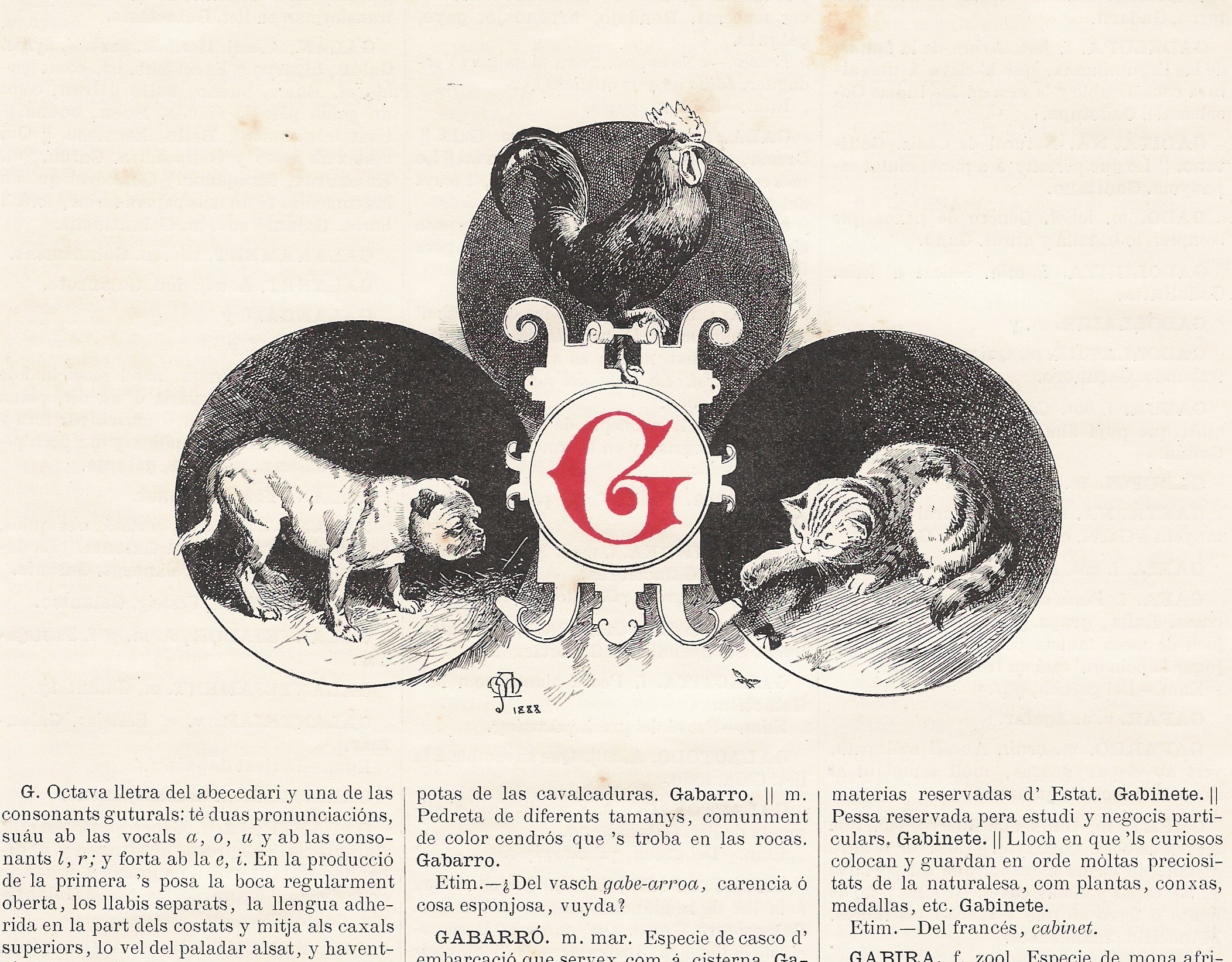
Iconòfor d'Apel·les Mestres en el Diccionari Labèrnia

El 18 de juliol de 1839, davant de notari, Labèrnia va formar societat amb el soci capitalista Francesc Martras, per tal de contractar els serveis de l'impressor barceloní Josep Maria Bocabella (impremta dels hereus de la Vídua Pla). Així, aquell mateix any sortia a la llum la primera edició del Diccionari de la llengua catalana ab la correspondencia castellana y llatina, amb una tirada de dos mil exemplars. Després de la mort de l'autor, el Diccionari encara es va publicar dues vegades més, sempre dividit en dos volums: el 1864-1865, imprès per Lluís Tasso; i els anys 1888-1892, il·lustrat amb els iconòfors d'Apel·les Mestres. Pel que fa a l'edició de 1864-1865, va adoptar l'ortografia regularitzada per Antoni de Bofarull en el seu Sistema gramatical (1864) i va incloure un suplement amb abundància de termes tècnics –el Diccionari suplement de tots los diccionaris publicats fins ara de la llengua catalana, editat el 1868 pels Germans Espasa–. Quant a l'edició il·lustrada, va augmentar encara més el nombre de tecnicismes o mots científics, cosa que li va reportar tants elogis com crítiques adverses. Més endavant, l'editorial Salvat va treure a la llum noves edicions d'aquest diccionari, amb nous retocs, però ja no hi va aparèixer Labèrnia com a autor.

## ElDiccionarien la història de la lexicografia
En el pròleg de l'edició de 1839 del Diccionari, Labèrnia esmenta com a fonts consultades els treballs lexicogràfics publicats de Nebrija, Pou, Font, Torra, Lacavalleria i Bellvitges-Esteve-Juglà, i els inèdits de Joan Roca (?) i el del franciscà Albert Vidal. No sempre l'aprofitament d'aquests repertoris va ser gaire reeixit, ja que va donar lloc a algunes confusions en la redacció de les equivalències entre llengües.
Antonio Nebrija, el primer dels autors citats per Labèrnia, va publicar a final del segle xv el Lexicon llatí-castellà (1492) i el Vocabulario castellà-llatí (1495?), que es consideren dues obres molt rellevants en l'àmbit europeu. El fet que els dos diccionaris de Nebrija es traduïssin al català dues vegades, primer per Gabriel Busa (1507) i després per Martí Ivorra, i que es reeditessin diverses vegades, demostra que en aquell moment el català encara tenia vitalitat i prestigi.
Malgrat els canvis en l'estatut de la llengua catalana, progressivament relegada a la privadesa a partir de la unió de les corones de Castella i Aragó (1474), al llarg dels segles xvi i xvii es van publicar algunes obres lexicogràfiques, els autors de les quals també se citen al pròleg de Labèrnia: en el segle xvi, un vocabulari llatí-català d'Onofre Pou amb ordenació temàtica dels mots i, en el segle xvii, tres diccionaris de llatí-català d'Antoni Font, Pere Torra i Joan Lacavalleria, respectivament.
Ara bé, sovint les tendències lexicogràfiques europees es van aplicar amb retard en l'àmbit català. Així, mentre a l'Europa del segle xviii els diccionaris bilingües i trilingües deixaven pas als diccionaris monolingües amb definicions, als territoris de parla catalana la llengua pròpia continuava recolzant-se sempre en una altra llengua, primer el llatí i més tard el castellà, i no hi va aparèixer cap diccionari monolingüe fins al segle xix, moment en què l'orientació històrica de la ciència lingüística a Europa ja afavoria la proliferació d'altres tipus de diccionaris –etimològics, històrics, dialectals–. De fet, al segle xix només apareixen definicions catalanes dels lemes catalans en diccionaris plurilingües i no és fins al segle XX que es publiquen els primers diccionaris generals monolingües amb definicions del català.
Colon i Soberanas constaten que, en el segle xix, quan en tota obra lexicogràfica catalana és d'alguna manera present el castellà, hi ha una gran efervescència que es reflecteix en la confecció de nombrosos diccionaris de la llengua catalana, alguns dels quals també influiran en Labèrnia. El primer diccionari imprès que «ja duu tot el cabal lèxic català ordenat alfabèticament i amb definicions» és el Diccionario catalán-castellano-latino (1803-1805) de Fèlix Amat publicat per Esteve, Bellvitges i Juglà; tot i això, «sembla que, quan el 1803 va aparèixer el diccionari de Bellvitges-Esteve-Juglà, fra Vidal ja tenia preparada i redactada la major part del seu», un diccionari català amb algunes correspondències al castellà, del qual se n'ha conservat només el segon volum manuscrit, encara inèdit. Més endavant, l'any 1839 van sortir a la llum tant el Diccionari de la llengua catalana ab la correspondencia castellana y llatina de Labèrnia com un Diccionari catalá-castellá-llatí-francès-italià compost per una «Societat de catalans».
Pel que fa als models ortogràfics de l'autor traiguerí, Segarra assegura que Labèrnia devia conèixer a fons la Gramatica y apología de la llengua cathalana (1813-1815) de Josep Pau Ballot, ja que l'ortografia del seu diccionari té molts punts de coincidència amb l'ortografia fixada per Ballot, malgrat que Labèrnia «no es dignà citar-la». Ambdós defensaven l'ortografia tradicional, característica del que més tard s'anomenà llenguatge acadèmic, mentre que altres diccionaris esmentats, com el de Bellvitges-Esteve-Juglà i el Diccionari catalá-castellá-llatí-francès-italià, tenien entre els seus objectius alterar l'ortografia tradicional, com també ho van voler durant la Renaixença els defensors del «catalá que ara's parla».
El Diccionari Labèrnia va ser el lèxic de la Renaixença i pràcticament l'únic que a Catalunya gaudí de prestigi i autoritat des que aparegué fins a la publicació del normatiu de Pompeu Fabra; a principis del segle xx, les successives i ampliades edicions del Diccionari de Labèrnia van ser el punt de referència obligat de tots aquells qui volien col·laborar en l'aportació de materials al projectat Diccionari General de la Llengua Catalana d'Antoni M. Alcover (el que després serà el DCVB). M. Teresa Domingo analitza la influència lexicogràfica del Diccionari de Labèrnia en el normatiu de Pompeu Fabra i conclou que la distància entre els dos diccionaris és més aparent que real, ja que, «si bé els casos de reproducció literal de definicions són escassos (11 definicions de les 234 examinades), el nombre d'enunciats definidors que presenten coincidències parcials arriba, en les entrades comunes, a prop del 50%», cosa que fa suposar que Fabra tenia al davant la corresponent definició del diccionari de Labèrnia; cal reconèixer, doncs, que «hi ha hagut una tradició lexicogràfica catalana que arriba fins a Pompeu Fabra».